# Mistrzostwa Azji w Lekkoatletyce 2009

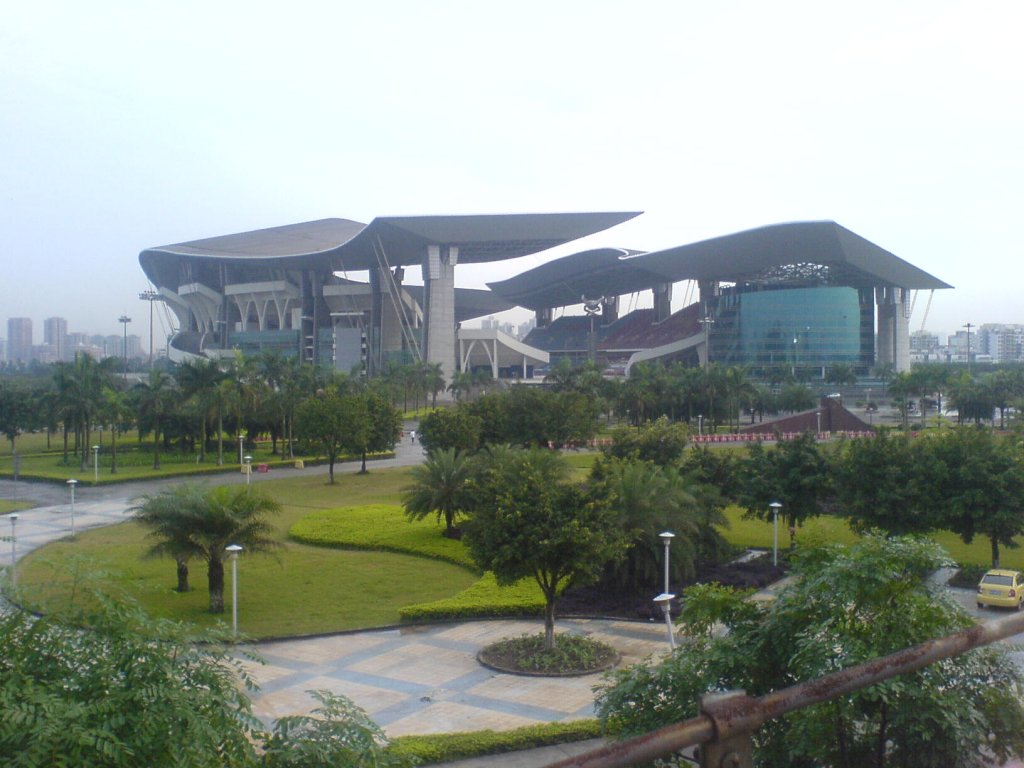
Stadion w Guangdong - arena mistrzostw

18. Mistrzostwa Azji w Lekkoatletyce – zawody lekkoatletyczne zorganizowane przez Asian Athletics Association między 10 i 14 listopada 2009 w chińskim Guangdong. Chiny pierwszy raz w historii gościły zawody tej rangi.

## Rezultaty

### Mężczyźni
| Konkurencja:          | 1. miejsce                                                                       | Rezultat | 2. miejsce                                                    | Rezultat | 3. miejsce                                                                | Rezultat |
| 100 m                 | Zhang Peimeng · Chiny                                                            | 10,28    | Naoki Tsukahara · Japonia                                     | 10,32    | Guo Fan · Chiny                                                           | 10,37    |
| 200 m                 | Omar Juma Al-Salfa · Zjednoczone Emiraty Arabskie                                | 21,07    | Shinji Takahira · Japonia                                     | 21,08    | Hitoshi Saitō · Japonia                                                   | 21,10    |
| 400 m                 | Liu Xiaosheng · Chiny                                                            | 46,55    | Yūzō Kanemaru · Japonia                                       | 46,60    | Ismail Al-Sabiani · Arabia Saudyjska                                      | 46,84    |
| 800 m                 | Sajjad Moradi · Iran                                                             | 1:48,58  | Mohammad Al-Azemi · Kuwejt                                    | 1:48,93  | Adnan Taes · Irak                                                         | 1:49,00  |
| 1500 m                | Mohamed Shaween · Arabia Saudyjska                                               | 3:46,08  | Chaminda Wijekoon · Sri Lanka                                 | 3:47,01  | Chatholi Hamza · Indie                                                    | 3:48,44  |
| 5000 m                | James Kwalia · Katar                                                             | 14:02,90 | Hasan Mahboob · Bahrajn                                       | 14:03,44 | Essa Ismail Rashed · Katar                                                | 14:04,52 |
| 10000 m               | Hasan Mahboob · Bahrajn                                                          | 28:23,70 | Nicholas Kemboi · Katar                                       | 28:25,22 | Ahmad Hassan Abdullah · Katar                                             | 28:28,38 |
| 110 m przez płotki    | Liu Xiang · Chiny                                                                | 13,50    | Shi Dongpeng · Chiny                                          | 13,67    | Park Tae-kyong · Korea Południowa                                         | 13,82    |
| 400 m przez płotki    | Kenji Narisako · Japonia                                                         | 49,22    | Joseph Abraham · Indie                                        | 49,96    | Mubarak Al-Nobi · Katar                                                   | 50,19    |
| 3000 m z przeszkodami | Tareq Mubarak Taher · Bahrajn                                                    | 8:33,58  | Lin Xiangqian · Chiny                                         | 8:34,13  | Abubaker Ali Kamal · Katar                                                | 8:34,73  |
| Chód na 20 km         | Li Jianbo · Chiny                                                                | 1:22:55  | Chu Yafei · Chiny                                             | 1:22:56  | Park Chil-sung · Korea Południowa                                         | 1:24:51  |
| 4×100                 | Japonia · Masashi Eriguchi · Naoki Tsukahara · Shinji Takahira · Kenji Fujimitsu | 39,01    | Chiny · Guo Fan · Liang Jiahong · Su Bingtian · Zhang Peimeng | 39,07    | Chińskie Tajpej · Tu Chia-lin · Liu Yuan-kai · Tsai Meng-lin · Yi Wei-che | 39,57    |
| 4×400                 | Japonia · Kenji Fujimitsu · Kenji Narisako · Hideyuki Hirose · Yūzō Kanemaru     | 3:04,13  | Chiny · Zhou Jie · Cui Haojing · Wang Youxin · Liu Xiaosheng  | 3:06,60  | Indie · Harpreet Singh · Bibin Mathew · V. B. Bineesh · Shake Mortaja     | 3:06,83  |
| Skok wzwyż            | Manjula Kumara Wijesekara · Sri Lanka                                            | 2,23     | Huang Haiqiang · Chiny                                        | 2,23     | Vitaliy Tsykunov · Kazachstan                                             | 2,20     |
| Skok o tyczce         | Liu Feiliang · Chiny                                                             | 5,60     | Yang Quan · Chiny                                             | 5,45     | Daichi Sawano · Japonia                                                   | 5,45     |
| Skok w dal            | Li Jinzhe · Chiny                                                                | 8,16     | Hussein Taher Al-Sabee · Arabia Saudyjska                     | 7,96     | Yu Zhenwei · Chiny                                                        | 7,96w    |
| Trójskok              | Roman Walijew · Kazachstan                                                       | 16,70    | Zhu Shujing · Chiny                                           | 16,67    | Jewgienij Ektow · Kazachstan                                              | 16,49    |
| Pchnięcie kulą        | Om Prakash Singh · Indie                                                         | 19,87    | Chang Ming-huang · Chińskie Tajpej                            | 19,34    | Zhang Jun · Chiny                                                         | 19,15    |
| Rzut dyskiem          | Ehsan Hadadi · Iran                                                              | 64,83    | Mohammad Samimi · Iran                                        | 64,01    | Wu Tao · Chiny                                                            | 59,27    |
| Rzut oszczepem        | Yukifumi Murakami · Japonia                                                      | 81,50    | Wang Qingbo · Chiny                                           | 80,25    | Qin Qiang · Chiny                                                         | 80,08    |
| Rzut młotem           | Dilszod Nazarow · Tadżykistan                                                    | 76,92    | Ali Mohamed Al-Zinkawi · Kuwejt                               | 73,45    | Ma Liang · Chiny                                                          | 70,08    |
| Dziesięciobój         | Hiromasa Tanaka · Japonia                                                        | 7515 pkt | Hadi Sepehrzad · Iran                                         | 7262 pkt | Zhu Hengjun · Chiny                                                       | 7200 pkt |

### Kobiety
| Konkurencja:          | 1. miejsce                                                                   | Rezultat | 2. miejsce                                                                                     | Rezultat | 3. miejsce                                                            | Rezultat |
| 100 m                 | Chisato Fukushima · Japonia                                                  | 11,27    | Vũ Thị Hương · Wietnam                                                                         | 11,50    | Hiriyur Manjunath Jyothi · Indie                                      | 11,60    |
| 200 m                 | Momoko Takahashi · Japonia                                                   | 23,53    | Vũ Thị Hương · Wietnam                                                                         | 23,61    | Jiang Lan · Chiny                                                     | 23,65    |
| 400 m                 | Asami Tanno · Japonia                                                        | 53,32    | Chen Lin · Chiny                                                                               | 53,55    | Manjit Kaur · Indie                                                   | 53,66    |
| 800 m                 | Zhou Haiyan · Chiny                                                          | 2:04,89  | Margarita Matsko · Kazachstan                                                                  | 2:05,31  | Trương Thanh Hằng · Wietnam                                           | 2:05,33  |
| 1500 m                | Zhou Haiyan · Chiny                                                          | 4:32,74  | Liu Fang · Chiny                                                                               | 4:33,35  | Trương Thanh Hằng · Wietnam                                           | 4:33,46  |
| 5000 m                | Xue Fei · Chiny                                                              | 16:05,19 | Chalchissa Tejitu Daba · Bahrajn                                                               | 16:05,45 | Kavita Raut · Indie                                                   | 16:05,90 |
| 10000 m               | Bai Xue · Chiny                                                              | 34:11,14 | Raut Kavita · Indie                                                                            | 34:17,21 | Wang Jiali · Chiny                                                    | 34:22,64 |
| 100 m przez płotki    | Sun Yawei · Chiny                                                            | 13,19    | Asuka Terada · Japonia                                                                         | 13,20    | Dedeh Erawati · Indonezja                                             | 13,32    |
| 400 m przez płotki    | Satomi Kubokura · Japonia                                                    | 56,62    | Noraseela Mohd Khalid · Malezja                                                                | 57,15    | Natalya Asanova · Uzbekistan                                          | 59,37    |
| 3000 m z przeszkodami | Yoshika Tatsumi · Japonia                                                    | 10:05,94 | Sudha Singh · Indie                                                                            | 10:10,77 | Kiran Tiwari · Indie                                                  | 10:34,55 |
| Chód na 20 km         | Mayumi Kawasaki · Japonia                                                    | 1:30:12  | Yang Yawei · Chiny                                                                             | 1:34:11  | Svetlana Tolstaya · Kazachstan                                        | 1:36:42  |
| 4×100                 | Japonia · Maki Wada · Chisato Fukushima · Mayumi Watanabe · Momoko Takahashi | 43,93    | Tajlandia · Jintara Seangdee · Phatsorn Jaksuninkorn · Juthamas Tawoncharoen · Nongnuch Sanrat | 44,55    | Korea Południowa · Lee Sun-ae · Kim Ji-eun · Kim Ha-na · Kim Cho-rong | 45,46    |
| 4×400                 | Chiny · Chen Yanmei · Tang Xiaoyin · Chen Jingwen · Chen Lin                 | 3:31,08  | Indie · Mandeep Kaur · Sini Jose · Chitra K. Soman · Manjit Kaur                               | 3:31,62  | Japonia · Satomi Kubokura · Mayumi Watanabe · Mayu Sato · Asami Tanno | 3:31,95  |
| Skok wzwyż            | Zheng Xingjuan · Chiny                                                       | 1,93     | Nadejda Dusanova · Uzbekistan                                                                  | 1,90     | Svetlana Radzivil · Uzbekistan                                        | 1,87     |
| Skok o tyczce         | Li Caixia · Chiny                                                            | 4,30     | Wu Sha · Chiny                                                                                 | 4,15     | Choi Yun-hee · Korea Południowa                                       | 4,00     |
| Skok w dal            | Marestella Torres · Filipiny                                                 | 6,51     | Chen Yaling · Chiny                                                                            | 6,28     | Sachiko Masumi · Japonia                                              | 6,28     |
| Trójskok              | Olga Rypakowa · Kazachstan                                                   | 14,53    | Xu Tingting · Chiny                                                                            | 14,11    | Irina Litvinenko · Kazachstan                                         | 13,99    |
| Pchnięcie kulą        | Gong Lijiao · Chiny                                                          | 19,04    | Liu Xiangrong · Chiny                                                                          | 17,55    | Leila Rajabi · Iran                                                   | 16,71    |
| Rzut dyskiem          | Song Aimin · Chiny                                                           | 63,90    | Ma Xuejun · Chiny                                                                              | 63,63    | Krishna Poonia · Indie                                                | 59,84    |
| Rzut oszczepem        | Liu Chunhua · Chiny                                                          | 57,93    | Li Lingwei · Chiny                                                                             | 55,13    | Kim Kyong-ae · Korea Południowa                                       | 53,84    |
| Rzut młotem           | Zhang Wenxiu · Chiny                                                         | 72,07    | Hao Shuai · Chiny                                                                              | 65,87    | Yuka Murofushi · Japonia                                              | 61,99    |
| Siedmiobój            | Yuliya Tarasova · Uzbekistan                                                 | 5840 pkt | Yuki Nakata · Japonia                                                                          | 5582 pkt | Mei Yiduo · Chiny                                                     | 5460 pkt |

## Rekordy
Podczas zawodów ustanowiono 10 krajowych rekordów w kategorii seniorów:
| Zawodnik                                             | Reprezentacja                | Konkurencja                   | Rezultat |
| ---------------------------------------------------- | ---------------------------- | ----------------------------- | -------- |
| Pramila Rual                                         | Nepal                        | bieg na 400 m                 | 1:00,47  |
| Hou Fei                                              | Makau                        | rzut młotem                   | 47,27    |
| Hou Fei                                              | Makau                        | rzut młotem                   | 47,45    |
| Ayoub Sirwash                                        | Zjednoczone Emiraty Arabskie | chód na 20 km                 | 1:42:15  |
| Sudha Singh                                          | Indie                        | bieg na 3000 m z przeszkodami | 10:10,77 |
| Bara'h Marwan                                        | Jordania                     | bieg na 3000 m z przeszkodami | 11:30,77 |
| Sajib Hossain                                        | Bangladesz                   | skok wzwyż                    | 2,05     |
| Baatarkhuu Battsetseg                                | Mongolia                     | bieg na 10 000 m              | 35:40,17 |
| Ser-Od Bat-Ochir                                     | Mongolia                     | bieg na 10 000 m              | 29:43,79 |
| Tu Chia-lin, Liu Yuan-kai, Tsai Meng-lin, Yi Wei-che | Chińskie Tajpej              | sztafeta 4 x 100 m            | 39,57    |

A także 5 rekordów mistrzostw Azji:
| Zawodnik         | Reprezentacja | Konkurencja                   | Rezultat |
| ---------------- | ------------- | ----------------------------- | -------- |
| Hasan Mahboob    | Bahrajn       | bieg na 10 000 m              | 28:23,70 |
| Om Prakash Singh | Indie         | pchnięcie kulą                | 19,87    |
| Mayumi Kawasaki  | Japonia       | chód na 20 km                 | 1:30:12  |
| Zhang Wenxiu     | Chiny         | rzut młotem                   | 72,07    |
| Yoshika Tatsumi  | Japonia       | bieg na 3000 m z przeszkodami | 10:05,94 |

## Klasyfikacja medalowa
| Miejsce | Kraj                         | Złoto | Srebro | Brąz | Razem |
| 1       | Chiny                        | 18    | 19     | 10   | 47    |
| 2       | Japonia                      | 12    | 5      | 5    | 22    |
| 3       | Iran                         | 2     | 2      | 1    | 5     |
| 4       | Bahrajn                      | 2     | 2      | 0    | 4     |
| 5       | Kazachstan                   | 2     | 1      | 4    | 7     |
| 6       | Indie                        | 1     | 4      | 7    | 12    |
| 7       | Katar                        | 1     | 1      | 4    | 6     |
| 8       | Uzbekistan                   | 1     | 1      | 2    | 4     |
| 9       | Arabia Saudyjska             | 1     | 1      | 1    | 3     |
| 10      | Sri Lanka                    | 1     | 1      | 0    | 2     |
| 11      | Filipiny                     | 1     | 0      | 0    | 1     |
| 11      | Tadżykistan                  | 1     | 0      | 0    | 1     |
| 11      | Zjednoczone Emiraty Arabskie | 1     | 0      | 0    | 1     |
| 14      | Wietnam                      | 0     | 2      | 2    | 4     |
| 15      | Kuwejt                       | 0     | 2      | 0    | 2     |
| 16      | Chińskie Tajpej              | 0     | 1      | 1    | 2     |
| 17      | Malezja                      | 0     | 1      | 0    | 1     |
| 17      | Tajlandia                    | 0     | 1      | 0    | 1     |
| 19      | Korea Południowa             | 0     | 0      | 5    | 5     |
| 20      | Indonezja                    | 0     | 0      | 1    | 1     |
| 20      | Irak                         | 0     | 0      | 1    | 1     |
| Suma:   | Suma:                        | 44    | 44     | 44   | 132   |